# Terrence Wade Wilcutt
Terrence Wade Wilcutt (*31. října 1949 v Russelville, stát Kentucky, USA), je americký letec, důstojník a kosmonaut. Ve vesmíru byl čtyřikrát.

## Život

### Studium a zaměstnání
Absolvoval střední školu Southern High School v městě Louisville (1967) a pak pokračoval ve studiu na Western Kentucky University, obor matematika. Zakončil jej v roce 1974. V roce 1982 ukončil studium na Naval Fighter Weapons School, pak ještě absolvoval pilotní školu Naval Test Pilot School v Patuxent River.
V letech 1990 až 1992 prodělal výcvik kosmonautů v Houstonu u NASA a byl zařazen do oddílu kosmonautů.
Oženil se s Robin, rozenou Moyersovou.
Má přezdívku Terry.

### Lety do vesmíru
Na oběžnou dráhu se v raketoplánech dostal čtyřikrát a strávil ve vesmíru 42 dní, 0 hodin a 5 minut. Byl 315 člověkem ve vesmíru.
- STS-68 Endeavour – (30. září 1994 – 11. říjen 1994), pilot
- STS-79 Atlantis (raketoplán) (16. září 1996 – 26. září 1996), pilot
- STS-89 Endeavour (23. ledna 1998 – 31. ledna 1998), velitel
- STS-106 Atlantis (raketoplán) (8. září 2000 – 20. září 2000), velitel